# Hypertext Application Language
Hypertext Application Language (HAL, Язык Гипертекстовых Приложений) — это разрабатываемый (Internet Draft, или ID) стандарт для определения гипермедиа, таких как ссылки на внешние ресурсы в форматах JSON или XML. Был впервые предложен в июне 2012 года для использования с JSON и с тех пор стал доступен в двух вариантах, JSON и XML. С чем связано два MIME-типа: application/hal+xml и application/hal+json.
HAL был создан простым и легко применимым в различных областях, без необходимости разработки требований структурирования проекта. Поддерживаясь этого стандарта разработчики с минимальным усилиями могут создавать универсальные библиотеки, которые могут быть легко включены в любой API, использующий HAL.
API, использующие HAL, упрощаются с использованием библиотек с открытым исходным кодом позволяющих взаимодействовать с API с помощью JSON или XML. Альтернативой может быть разработка собственного формата, который, в свою очередь, заставляет разработчиков учиться использовать еще один формат.
HAL используется в таких API как Яндекс.Диск.

## Соглашение
HAL структурирован таким образом, чтобы представлять элементы на основе двух концепций: ресурсы и связи. Ресурсы состоят из ссылок URI ресурсов внедренных в стандартные форматы данных (будь то JSON или XML) а не ссылок URI. Ссылки имеют целевой URI, имя (называемый 'rel'), а также дополнительные свойства, предназначенные для учета устаревания и согласования содержимого.

## Примеры
Общий ресурс
```
{

  
"_links"
:
 
{

    
"self"
:
 
{

      
"href"
:
 
"http://example.com/api/book/hal-cookbook"

    
}

  
},

  
"id"
:
 
"hal-cookbook"
,

  
"name"
:
 
"Кухня HAL"

}

```

Внедренный ресурс
```
{

  
"_links"
:
 
{

    
"self"
:
 
{

      
"href"
:
 
"http://example.com/api/book/hal-cookbook"

    
}

  
},

  
"_embedded"
:
 
{

    
"author"
:
 
{

      
"_links"
:
 
{

        
"self"
:
 
{

          
"href"
:
 
"http://author-example.com"

        
}

      
},
 

      
"id"
:
 
"shahadat"
,

      
"name"
:
 
"Shahadat Hossain Khan"

    
}

  
},

  
"id"
:
 
"hal-cookbook"
,

  
"name"
:
 
"Кухня HAL"

}

```

Коллекции
```
{

  
"_links"
:
 
{

    
"self"
:
 
{

      
"href"
:
 
"http://example.com/api/book/hal-cookbook"

    
},

    
"next"
:
 
{

      
"href"
:
 
"http://example.com/api/book/hal-case-study"

    
},

    
"prev"
:
 
{

      
"href"
:
 
"http://example.com/api/book/json-and-beyond"

    
},

    
"first"
:
 
{

      
"href"
:
 
"http://example.com/api/book/catalog"

    
},

    
"last"
:
 
{

      
"href"
:
 
"http://example.com/api/book/upcoming-books"

    
}

  
},

  
"_embedded"
:
 
{

    
"author"
:
 
{

      
"_links"
:
 
{

        
"self"
:
 
{

          
"href"
:
 
"http://author-example.com"

        
}

      
},

      
"id"
:
 
"shahadat"
,

      
"name"
:
 
"Shahadat Hossain Khan"

    
}

  
},

  
"id"
:
 
"hal-cookbook"
,

  
"name"
:
 
"Кухня HAL"

}

```

## См.также
- HATEOAS
- CURIE, (или компактный с URI)